# Lussas-et-Nontronneau

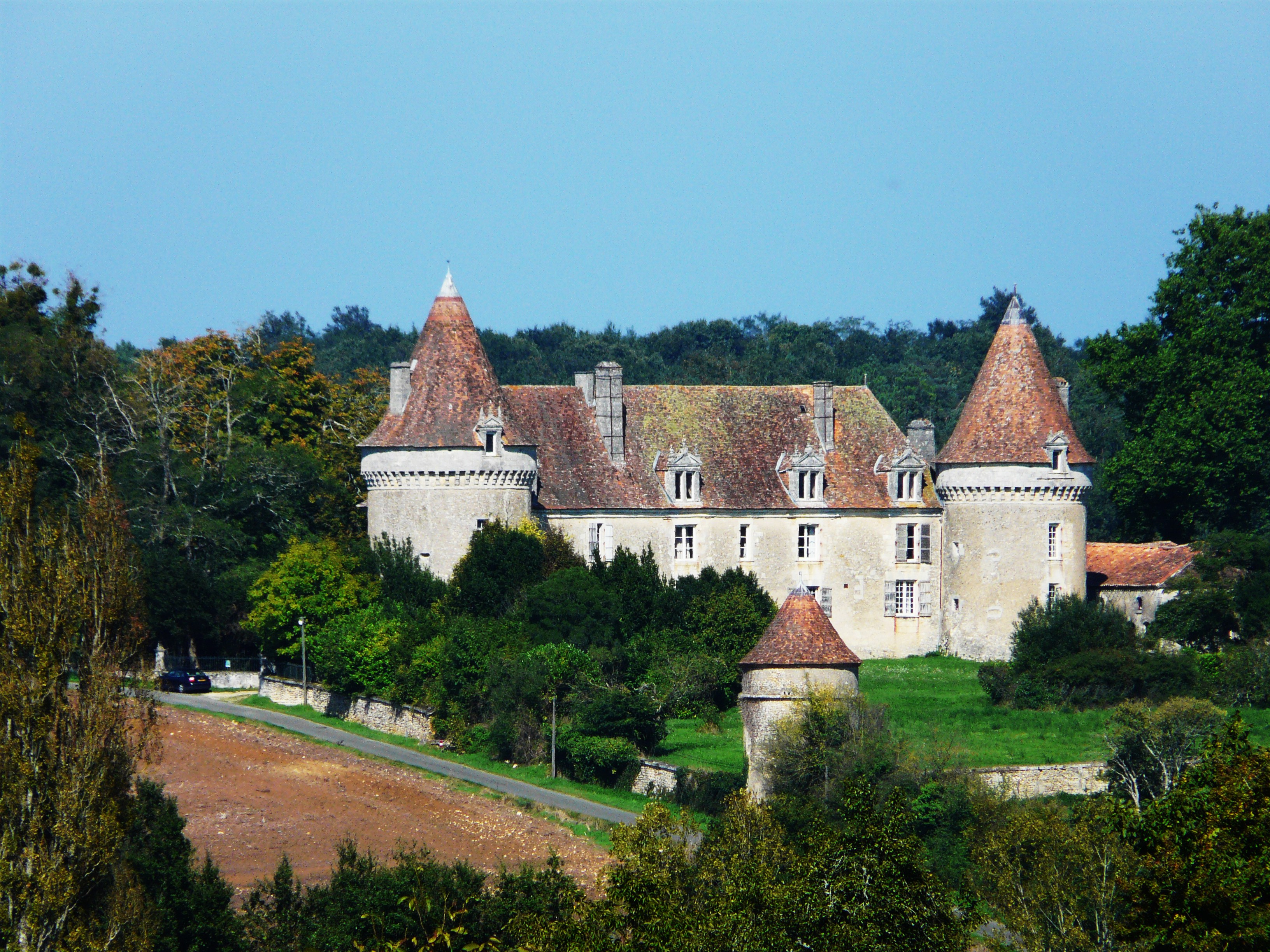
Kasteel

Lussas-et-Nontronneau is een gemeente in het Franse departement Dordogne (regio Nouvelle-Aquitaine) en telt 384 inwoners (2004). De plaats maakt deel uit van het arrondissement Nontron.

## Geografie
De oppervlakte van Lussas-et-Nontronneau bedraagt 22,7 km², de bevolkingsdichtheid is 16,9 inwoners per km².
De onderstaande kaart toont de ligging van Lussas-et-Nontronneau met de belangrijkste infrastructuur en aangrenzende gemeenten.

## Demografie
Onderstaande figuur toont het verloop van het inwonertal (bron: INSEE-tellingen).